# Romain Bussine
Romain Bussine (Parigi, 1830 – Parigi, 1899) è stato un baritono e compositore francese.
Studiò al Conservatorio di Parigi con García. Nel 1871 fondò, insieme a Camille Saint-Saëns, la Société nationale de Musique. L'anno seguente assunse la cattedra di canto presso il Conservatorio di Parigi.